# 악비 정충록
악비 정충록(岳飛 精忠錄)은 대한민국 경상남도 함안군 군북면 사도리에 있는 조선시대의 책이다.
1999년 8월 3일 경상남도의 유형문화재 제346호 회찬송악악무목왕 정충록으로 지정되었다가, 2018년 12월 20일 현재의 명칭으로 변경되었다.

## 개요
정충록은 충성심을 고취시키기 위하여 중국 송나라의 신하 악비(岳飛)의 행적을 그림을 그려 만든 것으로서, 한국에서는 조선 선조 17년(1584)에 간행되었으나 임진왜란으로 없어지고 숙종 35년(1709)에 다시 펴 내었으며 영조 45년(1769)에 조익도의 집에 있던 것을 또다시 펴내게 되었다.
이것은 책의 재간 과정과 판화의 예술수준을 알 수 있는 학술적인 자료이다.

## 참고 문헌
- 악비 정충록 - 국가유산청 국가유산포털